# 哈里河

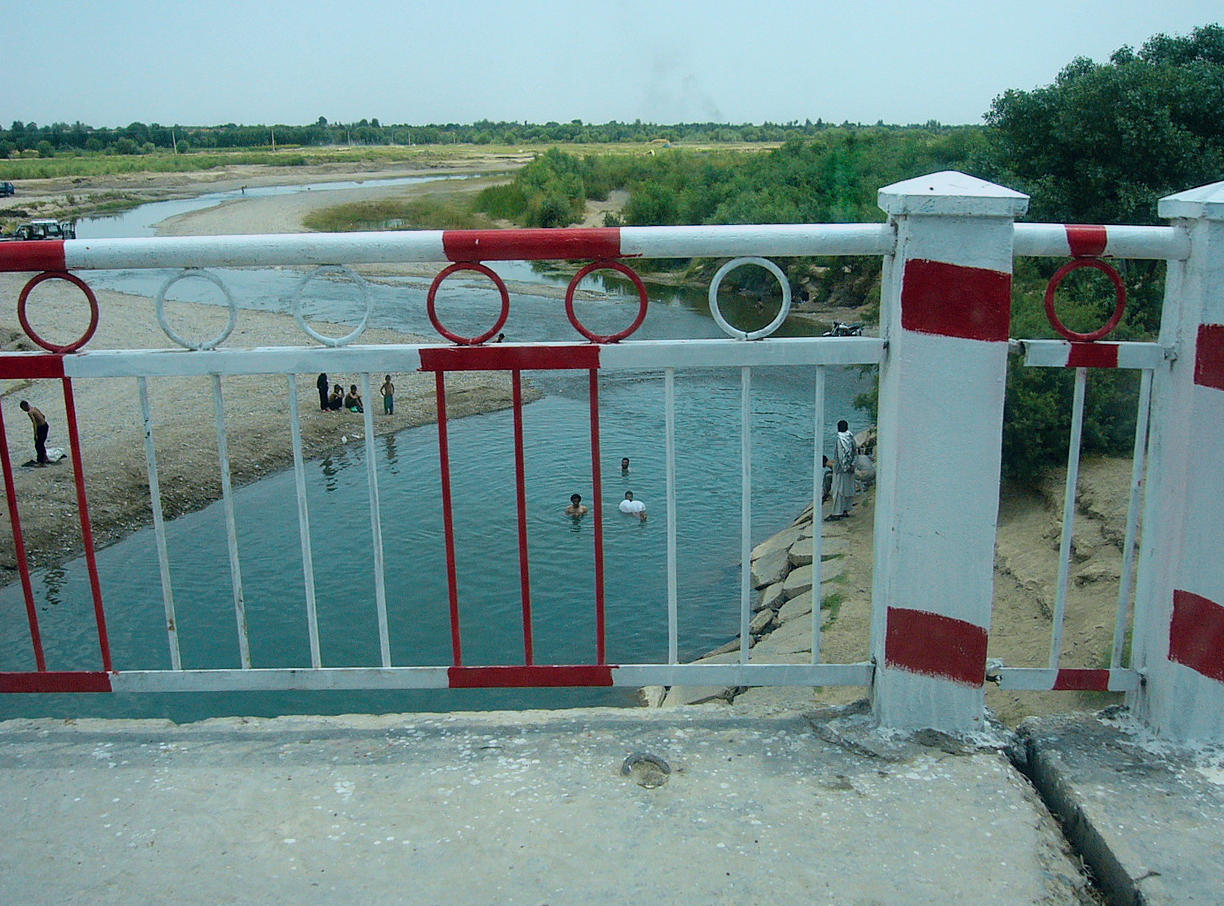
哈里河赫拉特段

哈里河（波斯語：هریرود），又名捷詹河，從阿富汗中部山區流入土庫曼斯坦，消失於卡拉庫姆沙漠中，全長約1150公里，年平均流量为24或55m3/s，多年平均径流量7.57亿m3，流域面积7.1萬平方公里。
哈里河發源於巴巴山脈西北坡的科马盖附近，然後向一直往西流。科巴巴山脈是興都庫什山系中的一部份。
在阿富汗西部，哈里河流經赫拉特的南面。赫拉特周圍的山谷自古便以土地肥沃、農作物茂盛而聞名。世上第二高的古代叫拜樓——65公尺高的賈穆宣禮塔，便是位於哈里河與賈穆河（Jam River）的會合處。
過了赫拉特之後，哈里河轉向西北，至古里安后再折向北流，成為阿富汗與伊朗的國界。然後她再往北流，成為伊朗與土庫曼斯坦國界中的東南部份。捷詹河平均每年从伊朗流入土库曼斯坦10.7亿立方米水资源。
哈里河在土庫曼斯坦名為捷詹河，境內長約300公里，流入萨拉赫斯之后，再转向东北方向流经捷詹绿洲，最終在境內的卡拉庫姆沙漠中枯乾消失。捷詹河只有春冬兩季有河水，河水全賴雨水及阿富汗境內的雪水。
1989年，苏联与伊朗就捷詹河及其他12条跨界河流的合作签署了议定书，决定在捷詹河界河段共建一座水库。2004年，土伊两国重启了伊朗-土库曼斯坦友谊坝建设，2005年4月12日正式开工，2012年完工。坝高78公尺，长655公尺，形成了总库容12.5亿立方米，有效库容8.2亿立方米的水库，由两国平分水量。 
阿富汗的赫拉特省上游的阿富汗－印度友谊坝，2016年6月4日正式竣工，坝高107.5公尺，长551公尺，总库容12亿立方米。

## 外部連結
- 顯示哈里河的地圖（页面存档备份，存于）（英文）
- 聯合國教科文組織：賈穆宣禮塔（页面存档备份，存于）（英文）

34°39′N 66°43′E / 34.650°N 66.717°E